# 湊利記
湊 利記（みなと りき）は日本の小説家、ライトノベル作家。2011年1月、『マージナルワールド』（講談社BOX）でデビューした。

## 略歴
デビュー作の『マージナルワールド』は、第4回講談社BOX新人賞“Powers”のPowers受賞作。デビュー時は東京都在住の大学4年生だった。
同人ゲームサークルＫettleにおいてシナリオを担当している。

## 作品リスト
- マージナルワールド （講談社BOX、2011年1月、ISBN 978-4-06-283760-6） - イラスト：村崎久都
- マージナルワールド2 （講談社BOX、2011年10月、ISBN 978-4-06-283785-9） - イラスト：村崎久都
- 暁のサムライ （講談社『BOX-AiR』37号（2014年4月）、38、40、41、43、45号（2014年12月）、全6回で完結）